# Образцова Олена Михайлівна
Оле́на Миха́йлівна Образцо́ва (8 вересня 1953, Миколаїв — 26 грудня 2017, Одеса) — мовознавець, доктор філологічних наук (2011), професор (2014). 

## Біографічні дані
Народилася 8 вересня 1953 року в Миколаєві.
У 1977 році закінчила Одеський університет. Працювала вчителем.
З 1980 по 1999 працювала в Одеському університеті. З 1999 по 2003 — в Одеській юридичній академії; з 2002 по 2015 — завідувач кафедри перекладу та мовознавства, водночас з 2005 по 2013 — декан факультету лінгвістики та перекладу Міжнародного гуманітарного університету. З 2015 по 2017 — декан факультету іноземних мов, професор кафедри перекладу і теоретичної та прикладної лінгвістики Південно-українського педагогічного університету.
Померла 26 грудня 2017 року в Одесі.

## Наукова робота
Наукові дослідження були пов'язані з граматикою англійської мови в порівнянні з іншими мовами світу, вивчала синтаксис, семантику, когнітологію, теорію тексту та дискурсу, перекладознавство, загальне мовознавство. Започаткувала та розвинула теорію когнітивно-семантичного синтаксису, що доводить когнітивно зумовлену діалектичну єдність структури та семантики речення, що корелює із композиційно-мовленнєвими формами тексту та виступає як мовна статистична універсалія.

### Основні праці
За ЕСУ:
- Синтаксический анализ простого предложения современного английского языка: учеб. пособ. — О., 2003;
- Линейная организация высказывания как межъязыковая универсалия (на материале английского, русского и украинского языков). — О., 2010;
- Лінійна організація висловлення в англійській, російській та українській мовах. — Х., 2012;
- Когнитивный аспект взаимодействия предложения и текста с позиций теории семантико-когнитивного синтаксиса // Вест. Челябин. університета. Филология. Искусствоведение. — Вып. 7. — Челябинск, 2014;
- Висловлення з частковою або нульовою предикацією в системі сучасної англійської мови (на матеріалі художньої прози ХХІ століття). — О., 2015 (співавтор)[1].